# Milton Rokeach
Milton Rokeach (27 de desembre, 1918 - 25 d'octubre de 1988), fou un Professor de psicologia social a la Michigan State University, i després a la Washington State University, on va treballar al Departament de Sociologia i Psicologia. Rokeach va rebre el seu Doctorat d'investigació (Ph.D) de la University of Carlifornia, Berkeley en 1947.
Polonès de naixement, és més conegut per la seua obra "The open and closed mind" (1960) i per "Beliefs, Attitudes and Values: a theory of organization and change" (1968). En el més conegut dels seus experiments, va observar la interacció de tres pacients - cadascun dels quals creien que eren Jesus - durant dos anys.
El seu influent llibre "The nature of Human Values", de 1973, i l'Escala de Valors de Rokeach (veure Escales de Valors), per a la qual va servir aquest llibre com a manual, va ocupar els anys finals de la seva carrera. En aquest llibre deia que uns quants Valors Terminals Humans són els punts de referència interna que tota la gent utilitza per formar les seves actituds i opinions, i mitjançant la seva mesura, podem predir una àmplia varietat de comportaments, incloent l'afiliació política i les creences religioses.
Rokeach va rebre el premi en memòria de Kurt Lewin, atorgat per l'American Psychological Association el 1984.